# Klaus Kröppelien
Klaus Kröppelien (Rostock, 29 giugno 1958) è un ex canottiere tedesco.

## Palmarès

### Olimpiadi
- 1 medaglia:
  - 1 oro (Mosca 1980 nel due di coppia)

### Giochi dell'Amicizia
- 1 medaglia:
  - 1 oro (Mosca 1984 nel quattro di coppia)